# Sumbawa Besar
Sumbawa Besar – miasto w Indonezji na Sumbawie w prowincji Małe Wyspy Sundajskie Zachodnie; główny ośrodek administracyjny wyspy; 53 tys. mieszkańców (2005).
Ośrodek turystyczny, punkt wypadowy dla zwiedzających Sumbawę i wulkan Tambora; port lotniczy.